# Altercation Voltaire-Rohan
Cet article traite de l'altercation qui opposa Guy-Auguste de Rohan, comte de Chabot, dit le chevalier de Rohan, et l'écrivain et philosophe François-Marie Arouet, dit Voltaire, au mois de janvier 1726.

## L'altercation
D'après Gilles Perrault, cette lutte inégale entre Voltaire et Rohan naquit un soir à la Comédie-Française, dans la loge d'Adrienne Lecouvreur. Le chevalier, jaloux du succès de Voltaire auprès de la comédienne, lui aurait dit devant celle-ci, pour faire valoir sa haute noblesse face au roturier : « Arouet ? Voltaire ? Enfin, avez-vous un nom ? » La réplique fuse : « Voltaire ! Je commence mon nom et vous finissez le vôtre. » (d'autres[précision nécessaire] rapportent encore : « Mon nom, je le commence, et vous finissez le vôtre ! »). 
Valérie van Crugten-André, historienne (à l'université libre de Bruxelles), donne d'autres détails sur cette affaire. L'altercation commence à l'opéra (fin janvier 1726) : « Mons de Voltaire, Mons Arouet, comment vous appelez-vous ? - Et vous, vous appelez-vous Rohan ou Chabot ? » C'est deux jours après, à la Comédie-Française en présence d'Adrienne Lecouvreur, que Voltaire répond à une nouvelle charge du Chevalier qu’il commençait son nom et que Chabot finissait le sien. Rohan lève sa canne, mais se ravise…
Toutefois, on trouve une version différente. L'altercation aurait eu lieu à la suite d'une discussion mouvementée, lors d'un dîner chez le duc de Sully : « Quel est, dit le chevalier, ce jeune homme qui me parle si haut ? - C'est, répondit Voltaire, un homme qui ne traîne pas un grand nom, mais qui sait honorer celui qu'il porte ».
Dans les deux versions, Voltaire est bastonné lors d'un (autre) repas chez Sully, un domestique le fait descendre dans la rue où deux voitures l'y attendent. Chez Gilles Perrault, de l'une jaillit une volée de tape-dur armés de bâtons, et tapi dans l'autre, Rohan s'écrie : « Ne frappez pas sur la tête, il peut encore en sortir quelque chose de bon ».
Dans l'autre version, on le prie de venir s'asseoir un instant dans une voiture, il est saisi par le devant de ses habits, et un autre homme le frappe par derrière de cinq ou six coups de baguette. Le chevalier de Rohan, posté à quelques pas de là dans sa voiture, s'écrie : « C'est assez ».
Le 16 avril 1726, le rapport de police suivant est adressé au ministre :

« Il vient d'être informé par voie sûre que le sieur Voltaire médite d'insulter incessamment et avec éclat M. le chevalier de Rohan […] il [Voltaire] est actuellement chez un nommé Leymaud, maître en fait d'armes, rue Saint-Martin, où il vit en très mauvaise compagnie […] »

## Les conséquences: l'emprisonnement et l'exil
Voltaire veut se battre avec Guy-Auguste de Rohan-Chabot, ce qui lui vaudra son embastillement, mais ménagé tout de même par la lettre suivante écrite pour le gouverneur de la Bastille :

« Le sieur Voltaire est d'un génie à avoir besoin de ménagements. Son Altesse Royale a trouvé bon que j'écrivisse que l'intention du Roi est que vous lui procuriez toutes les douceurs et la liberté de la Bastille qui ne seront point contraires à la sécurité de sa détention. »

Les versions divergent également sur la durée de détention, Voltaire serait resté à la Bastille entre quinze jours et six mois.
Voltaire obtient son départ pour l'Angleterre pour quitter la Bastille :

« Je remontre très humblement que j'ai été assassiné par le brave chevalier de Rohan assisté de six coupe-jarrets derrière lesquels il était hardiment posté. J'ai toujours cherché depuis ce temps-là à réparer, non mon honneur, mais le sien, ce qui est trop difficile… Je demande avec encore plus d'insistance la permission d'aller incessamment en Angleterre ; si on doute de mon départ, on peut m'envoyer avec un exempt jusqu'à Calais. »

René Pomeau précise que Voltaire est embastillé le 17 avril 1726 et est en partance pour Calais le 5 mai de la même année.